# Вернер, Йозеф (художник)
Йозеф Вернер, также Йозеф Вернер Младший (нем. Joseph Werner der Jüngere; 22 июля 1637, Берн — 21 сентября 1710, там же) — швейцарский живописец, портреттист, миниатюрист и гравёр в технике офорта эпохи барокко.

## Биография
Йозеф был сыном малоизвестного художника Йозефа Вернера Старшего, у которого получил первые уроки рисунка и живописи. Затем учился во Франкфурте-на-Майне у Маттеуса Мериана Младшего (1621—1687). Около 1654 года он отправился в Рим, где копировал картины Пьетро да Кортоны и Андреа Сакки и прославился как художник миниатюр и аллегорий. Вскоре его стали приглашать ко многим влиятельным королевским дворам Европы для выполнения заказных работ.
Людовик XIV также пригласил Вернера в Версаль и Париж, где он продолжил работу в качестве портретиста. Позднее он работал в Аугсбурге, в том числе на семью Фуггеров. В 1667 году Вернер женился на художнице Анне Марии, сестре аугсбургского художника Иоганна Ульриха Майра. В Аугсбурге в 1680 году Вернер создал «Аллегорию брака» по случаю бракосочетания Людовика Великого Дофина Франции с принцессой Марией Анной Баварской. Позже он работал в Вене, Берлине и снова в своем родном городе Берне.
В Вене он создал портрет Леопольда I, затем был приглашён в Берлин прусским королём Фридрихом I.
Вернер предпочитал изображать своих моделей в образах античных богов и богинь, как, например, его знаменитый портрет Терезы Кунегунды Собеской, супруги курфюрста Баварии Максимилиана II в образе богини охоты Дианы. Среди прочего он создал портрет Людовика XIV в образе Аполлона на триумфальной колеснице. Помимо аллегорических портретов, Вернер писал миниатюры на мифологические сюжеты.
С 1695 по 1710 год Вернер состоял членом Прусской академии искусств, директором которой он был с 1695 по 1700 год, а также выполнял обязанности по надзору за собраниями картин в Берлине и королевских замках.

## Галерея
- Диана, отдыхающая после охоты. 1663. Картон, гуашь. Швейцарский национальный музей, Цюрих
- Персей и нимфы. Между 1650 и 1710. Холст, масло. Баварские государственные собрания картин, Мюнхен
- Аллегория города Берн. 1682. Холст, масло. Исторический музей, Берн
- Тереза Кунегунда Собеская в образе богини Флоры. Между 1695 и 1700. Холст, масло. Замок Нимфенбург
- Людовик XIV в образе римского императора. Ок. 1673. Картон, гуашь. Версаль
- Якоб фон Ваттенвил. 1662. Холст, масло. Частное собрание